# Arne Novák
Arne Novák (wł. Arnošt František Marie Novák; ur. 2 marca 1880 w Litomyšlu, zm. 26 listopada 1939 w Poličce) – czeski literaturoznawca, krytyk i historyk literatury, eseista.
Kształcił się na Uniwersytecie Karola, gdzie studiował bohemistykę i germanistykę. W 1906 r. uzyskał habilitację z historii literatury niemieckiej, a w 1910 r. – z historii literatury czeskiej. W 1920 r. objął profesurę.
Syn pisarki Terezy Novákovej i filologa klasycznego Josefa Nováka.
Jego dorobek obejmuje prace o charakterze encyklopedycznym i monograficznym. Pracował także jako redaktor.